# Херцог, Вернер
Ве́рнер Хе́рцог Стипе́тич (нем. Werner Herzog Stipetić; род. 5 сентября 1942) — немецкий кинорежиссёр, сценарист, актёр, который снял более сорока фильмов (по большей части документальных), поставил множество опер, опубликовал десятки книг. Некоторые кинокритики условно относят его к направлению нового немецкого кино (наряду с Фассбиндером, Вендерсом и Шлёндорфом) — с чем сам Херцог не согласен.

## Биография

### Детство и юность
Родился в Мюнхене 5 сентября 1942 года в семье научных работников, где он стал вторым ребёнком. Первым был его брат Тильберт Херцог, родившийся 26 июня 1941 года. Его родители познакомились в 1930-е годы во время учёбы в Мюнхенскем университете имени Людвига и Максимилиана. Мать, Элизабет Херцог, урождённая Стипетич, переехала в Мюнхен из Вены, где ранее также изучала физическую культуру и биологию. Докторскую диссертацию Елизабет Херцог защищала под руководством будущего нобелевского лауреата Карла фон Фриша.
Отец, Дитрих Херцог, родился в 1910 году в Тюбингене в семье потомственных научных работников. Например, дед Вернера Херцога, Рудольф Херцог возглавлял раскопки на острове Кос. В этих местах Вернер Херцог снимет свой первый игровой фильм «Знаки жизни». Прадед Вернера Херцога, Эрнст Херцог, был профессором археологии и филологии в Тюбингенском университете.
В 1930-е годы Дитрих Херцог также защитил докторскую диссертацию по биологии.
Во время Второй мировой войны семья разделилась. Элизабет Херцог переехала с детьми в небольшую деревню Захранг. Дитрих Херцог смог вернуться в семью только в 1948 году. К этому моменту уже родился единоутробный брат Вернера Херцога, Луки. Родители решили официально развестись. Дитрих Херцог впоследствии женился ещё дважды. Во втором браке родилась единокровная сестра Вернера, Зигрид.
Автор биографии Херцога, Моритц Хольфельдер, утверждает, что нет никаких сведений о том, что Вернер Херцог когда либо официально носил фамилию Стипетич. Более того, Хольфельдер, цитирует рассказ Херцога о том, что под псевдонимом Стипетич он подавал на конкурс сценарий фильма «Знаки жизни».
Детство Вернера Херцога прошло в глухой горной деревне Захранг в Баварии, вдали от городской жизни. По его словам, он впервые воспользовался телефоном в 17 лет. В 12 лет вместе с матерью снова переехал в Мюнхен, где заинтересовался кино и поэзией. В молодости получил несколько наград как подающий надежду поэт.
Когда Херцогу было 13 лет, его семья жила в одной квартире с эксцентричным актёром Клаусом Кински, который впоследствии исполнит роли в его главных фильмах. Во время учёбы в гимназии Херцог работал в ночную смену сварщиком на сталелитейном заводе, чтобы заработать средства на первые фильмы. В 17 лет его сценарий был запущен в производство одной из немецких студий, но проект был закрыт, когда стало известно, что его автор — несовершеннолетний.
В 1961 году Херцог окончил гимназию и начал изучать историю, литературу и театр в Мюнхене. В 1962 году снял свой первый фильм «Геракл», будучи студентом Мюнхенского университета, когда ему было 19 лет. В 1963 году основал собственную министудию. В декабре 1964 года за сценарий «Признаки огня» (реализован в 1967 году под названием «Знаки жизни») получил приз имени Карла Майера. В 1966 году уехал в США, где всего одну неделю проучился в университете Дюкейн в Питтсбурге.

### Классический период

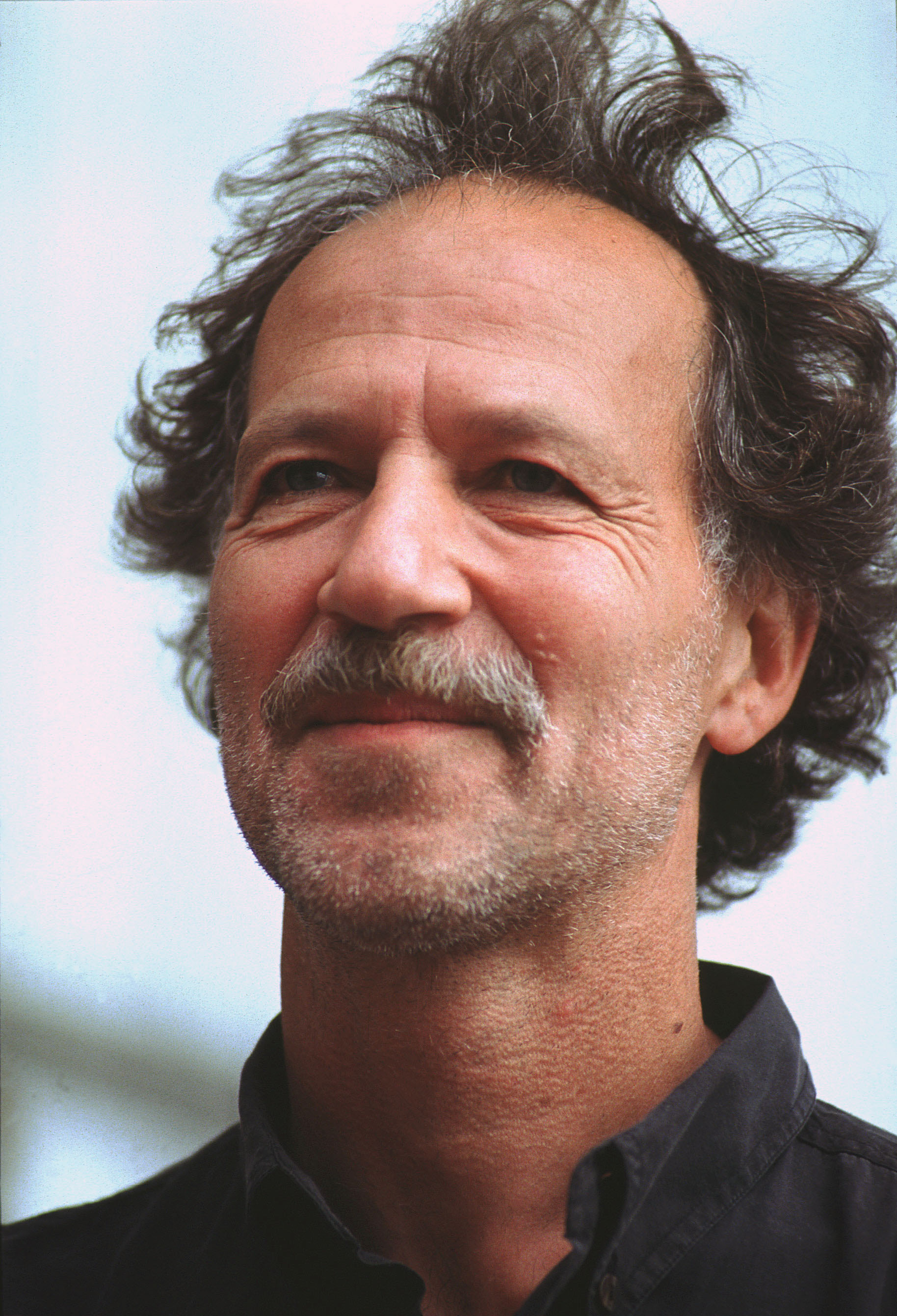
Херцог в 1991 году

Зрелый период в творчестве Херцога начинается с фильма «И карлики начинали с малого» (1970) о бунте анархистов-лилипутов в исправительной колонии. В Германии фильм долгое время не мог найти прокатчика, а критики за рубежом увидели в нём жутковатую аллегорию политической жизни. В следующем году много шума в фестивальных кругах наделал документальный фильм Херцога «Фата-моргана» — подборка завораживающих документальных образов, смонтированных в соответствии с их внутренним ритмом. С тех пор Херцог чередовал в своём творчестве игровые и документальные фильмы, выпуская по одной-двум новым лентам ежегодно. При этом игровые фильмы зачастую производят впечатление документальности, а за документальные режиссёра обвиняют в том, что он подстроил запечатлённые в них события.
В 1972 году Херцог и Кински отправились в джунгли Амазонки, чтобы на крошечный бюджет снять сагу о движимом навязчивой идеей конкистадоре Лопе де Агирре. Преодолев неописуемые трудности, съёмочная группа за два месяца завершила работу над фильмом «Агирре, гнев Божий», который поставил Херцога в ряд ведущих режиссёров. «Агирре» признан шедевром Херцога — одни видят в нём осмысление психологических истоков фашизма, другие отмечают предельную реалистичность, отсутствие спецэффектов и то, что фильм «как будто снят в XVI столетии».
Херцог заставлял своих актёров пройти внутренний путь изображаемых ими персонажей и в других своих фильмах — человек, сыгравший Каспара Хаузера в фильме «Каждый за себя, а Бог против всех» (1974), был найден им в психиатрической лечебнице, где он провёл практически всю жизнь, а на съёмки «Стеклянного сердца» (1976) Херцог пригласил профессиональных гипнотизёров, чтобы ввести актёров-любителей в состояние гипноза.
Несмотря на неуравновешенность характера Кински, Херцог продолжал работать с ним. Вместе они сделали ещё четыре фильма — «Носферату — призрак ночи» (1978), «Войцек» (1979), «Фицкаральдо» (1982) и «Кобра верде» (1988). «Фицкарральдо» стал самым масштабным проектом режиссёра — потребовались титанические усилия и несколько лет работы, чтобы довести его до конца. В окончательном варианте главную роль исполнил опять-таки Кински, а не Джейсон Робардс (c Миком Джаггером в качестве ассистента), как планировалось ранее.
За «Фицкарральдо» Херцог был отмечен наградой Каннского фестиваля как лучший режиссёр, хотя его много критиковали, особенно в родной Германии, за иррациональное стремление к натуралистичности и пренебрежение человеческими жизнями (во время съёмок в джунглях Амазонии не обошлось без жертв, которые, правда, не были связаны со съёмками фильма, — сугубо бытовые несчастные случаи).

Двойственное отношение к работе Херцога, одержимого идеей доснять фильм вне зависимости от той цены, которую придётся за это заплатить, запечатлел и документальный фильм «Бремя мечты» (1982), удостоенный престижной премии BAFTA.

### После «Фицкарральдо»
Кинематограф Вернера Херцога — это культ отрицания посредственности. <…> [Его герои] осуществляют одинокий и обречённый бунт против культуры как торжества посредственности. Эти немногие, сохранившиеся под катком технологической цивилизации, обладают либо талантами и амбициями сверхчеловека, либо дегенеративными рудиментами недочеловека. И те, и другие — уроды, но не вылепленные из глины големы и не сконструированные линчеобразные мутанты. Они вышли из человеческого лона. Значит, урод живет в самом человеке, прячется в его плоти, в его натуре. Мучительные экстремумы сверхразвития и недоразвития обозначают крайности, в координатах которых обитает человек экзистенциальный, всегда и всюду одинокий. Между этими крайностями живет «человек с людьми» — человек социальный, среднестатистический, массовидный, создающий продукцию, то есть главную организующую материю культуры. Все что угодно лучше, чем такая культура. Все, что позволяет вырваться из её плоских лимитов, оказаться на полях, на периферии цивилизации. Даже ценой самых мучительных индивидуальных усилий и насилия над своей натурой. Только на самом краю физического существования человек проявляет своё величие. Только в отчаянном и бесполезном напряжении последних сил человек, чей жребий изначально трагичен, вырастает, возвышается над границами повседневного здравого смысла и приближается к монументальным гигантам мифа.
Три художественных фильма, последовавшие за «Фицкарральдо», режиссёр не причисляет к своим удачам; без энтузиазма восприняли их и киноведы. Окончательно рассорившись с Кински, Херцог в течение целого десятилетия (1991—2001) снимал только документальные ленты — о различных необычных событиях и об отдалённых, малоизвестных уголках Земли (включая российскую глубинку). В одной из этих лент, «Мой любимый враг» (1998), он откровенно рассказал о перипетиях отношений с покойным Кински.
В 2001 году, поселившись в Лос-Анджелесе, Херцог вернулся к игровому кино. В его новых фильмах снимаются голливудские звёзды первой величины — Николас Кейдж («Плохой лейтенант»), Кристиан Бейл («Спасительный рассвет»), Тим Рот («Непобедимый»). К вершинам кинодокументалистики Херцога можно отнести документальные проекты американского периода — «Человек-гризли» (2005) и «Встречи на краю света» (2007, номинация на «Оскар»).
На Венецианском фестивале 2009 года Херцог представил в конкурсе сразу две ленты — «Плохой лейтенант» и «Мой сын, мой сын, что ты наделал» (продюсером последней выступил Дэвид Линч). В 2010 году он возглавлял жюри 60-го Берлинского международного кинофестиваля, где несколькими наградами был отмечен российский фильм «Как я провёл этим летом», действие которого происходит в типичных «херцоговских» локациях — на краю обитаемого света.

## Личная жизнь
Вернер Херцог был женат три раза, и у него есть дочь от актрисы Эвы Маттес, сыгравшей главную роль в «Строшеке». С 1999 года женат на Лене Херцог.

## Темы и стиль
По оценке онлайн-энциклопедии Allmovie, Херцог известен не только «как создатель одних из самых невероятных рассказов в истории кинематографа», но и по причине того, что «раз за разом заставляет себя и свою съёмочную группу идти на абсурдные, беспрецедентные шаги, чтобы достичь искомого кинематографического эффекта». Его эксцентричное поведение на съёмочной площадке сделало его самого героем нескольких документальных и полудокументальных фильмов («Случай в Лох-Нессе», «Шагая к Вернеру», «Вернер Херцог ест свой ботинок»).
В его фильмах присутствуют три основные темы:
- аборигены, туземцы, жители областей Земли, которых ещё не коснулась цивилизация (Фицкарральдо, Зелёная Кобра, Агирре, гнев божий, На десять минут старше: Труба, Там, где мечтают зелёные муравьи)
- харизматические личности, одержимые безумными идеями (Великий экстаз резчика по дереву Штайнера, Гашербрум — сияющая гора, Фицкарральдо, Зелёная Кобра, Агирре, гнев божий)
- люди, отвергаемые обществом, юродивые, ненормальные (Каждый за себя, а Бог против всех, Строшек, И карлики начинали с малого)

В фильмах Херцога велика доля импровизации. «Источник жизненной силы кино — случай», — любит повторять режиссёр. Он разделяет представления о дионисийской природе кинематографа: «Это искусство неучей, а не учёных. Фильмы происходят от балагана и сельской ярмарки», а не от того искусства, которое преподают в академиях.
Херцог исповедует неоромантическое убеждение, что «уродливо как раз все то, что кажется нормальным и повседневным: потребительские товары, магазины, стул, дверная ручка, а также религиозное поведение, застольные манеры, система образования… вот что монструозно, совсем не лилипуты» — действующие лица таких его фильмов, как «И карлики начинали с малого» и «Стеклянное сердце».
В 2018 году производное прилагательное от фамилии режиссёра Herzogian было включено в Оксфордский словарь английского языка.

## Фильмография

### Полнометражные игровые фильмы
- Знаки жизни (1968)
- И карлики начинали с малого (1970)
- Агирре, гнев божий (1972)
- Каждый за себя, а Бог против всех (1974)
- Стеклянное сердце (1976)
- Строшек (1977)
- Носферату — призрак ночи (1979)
- Войцек (1979)
- Фицкарральдо (1982)
- Там, где мечтают зелёные муравьи (1984)
- Зелёная Кобра (1987)
- Крик камня (1991)
- Уроки темноты (1992)
- Непобедимый (2001)
- Далёкая синяя высь (2005)
- Спасительный рассвет (2007)
- Плохой лейтенант (2009)
- Мой сын, мой сын, что ты наделал (2010)
- Королева пустыни (2015)
- Соль и пламя (2016)
- ООО «Семейный роман» (2019)
- Чёртов ублюдок (2025)

### Короткометражные фильмы
- Геракл (1962)
- Игра на песке (1964)
- Беспрецедентная защита крепости Дойчкройц (1966)
- Последние слова (1967)
- Меры против фанатиков (1969)
- Никто не будет со мной играть (1976)
- Голуаз (1988)

### Документальные и псевдодокументальные фильмы
- Летающие врачи Восточной Африки (1969)
- Фата-моргана (1971)
- Ограниченное будущее (1971)
- Земля молчания и тьмы (1971)
- Великий экстаз резчика по дереву Штайнера (1974)
- Заметки о новом языке (1976)
- Проповедь Гюи (1981)
- Вера и валюта (1981)
- Баллада о маленьком солдате (1984)
- Гашербрум — сверкающая гора (1984)
- Водабе: Пастухи солнца (1989)
- Эхо тёмной империи (1990)
- Джаг-Мандир (1991)
- Колокола из глубины (1993)
- Трансформация мира в музыку (1994)
- Смерть на пять голосов (1995)
- Маленькому Дитеру нужно летать (1997)
- Мой любимый враг (1999)
- Крылья надежды (2000)
- Колесо времени (2003)
- Белый бриллиант (2004)
- Человек-гризли (2005)
- Встречи на краю света (2007)
- Пещера забытых снов (2010)
- Счастливые люди: год в тайге (2010)
- В бездну (2011)
- Акт убийства (2012) (исполнительный продюсер)
- О, интернет! Грёзы цифрового мира (2016)
- В самое пекло (2016)
- Встреча с Горбачёвым (2018)
- Кочевник (2019), посвящён писателю Брюсу Чатвину (1940—1989)[10]

### Короткометражные документальные фильмы
- Ла-Суфриер (1977)
- Портрет Вернера Херцога (1986)

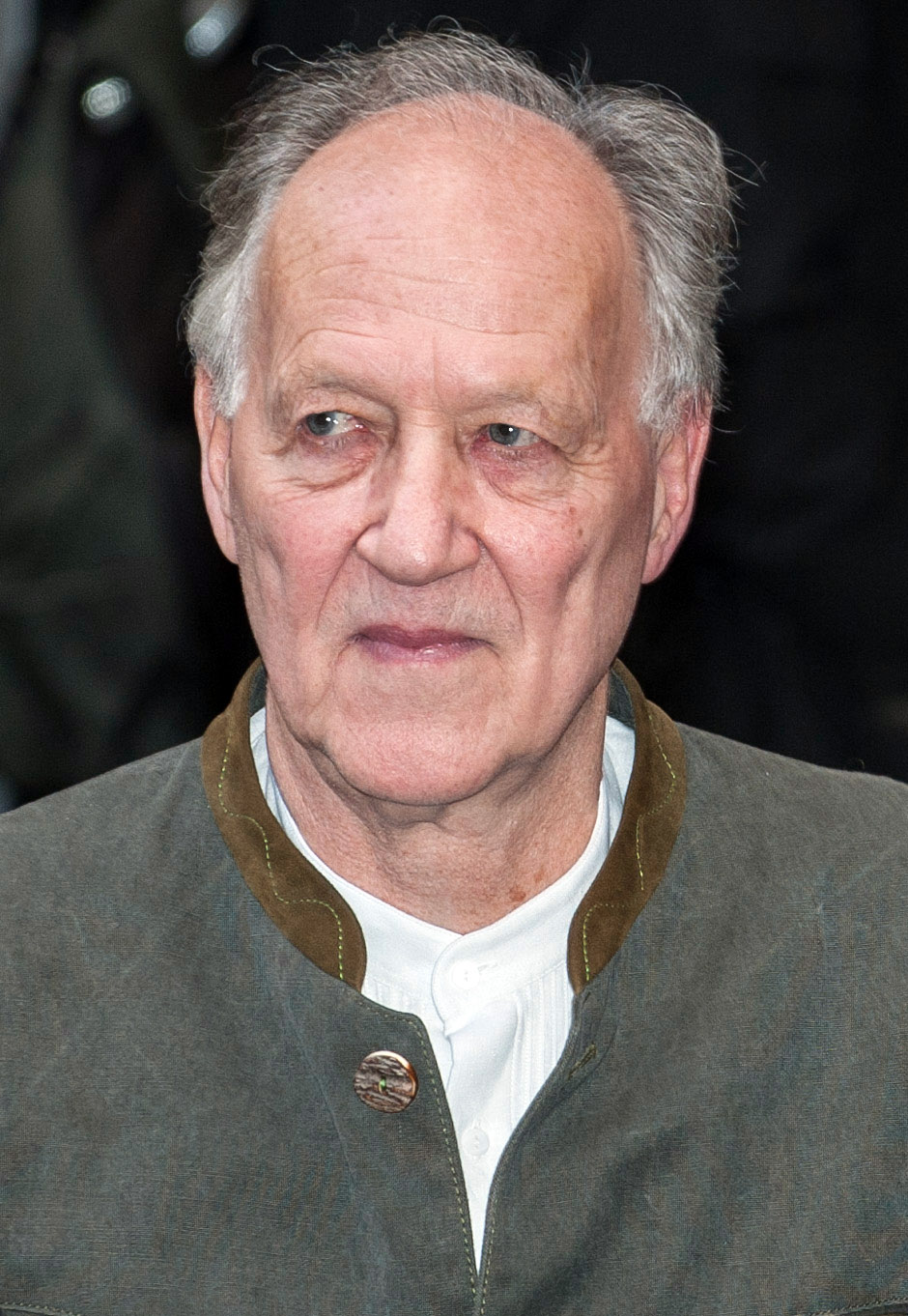
2015 год

- Christ and demons in New Spain (1999)
- Паломничество (2001)
- Ten Thousand Years Older (2002)
- La bohème (2009)
- On Death Row (2012) TV miniseries in four, hour-long episodes
- В мгновение ока (2013)

### Сценарист
- Вернер Херцог ест свою туфлю (1980)

Херцог сам писал сценарии ко всем своим фильмам, для нижеперечисленных он писал сценарий совместно с другими авторами.
- Крик камня (1991)
- Плохой лейтенант  (2009)
- Мой сын, мой сын, что ты наделал (2009)

Также он выступил одним из авторов сценариев для фильмов:
- Hunger in the world explained to my son (El hambre en el mundo explicada a mi hijo) (2002)
- Incident at Loch Ness (2004)
- Счастливые люди: год в тайге (2010)

### Актёр
- Geschichten vom Kübelkind (1971)
- Man of Flowers (1983)
- Bride of the Orient  (1989)
- Трудно быть богом (1989) — Мита
- Tales from the Opera (1994)
- Burning Heart (1995)
- Куда приводят мечты (1998)
- Julien Donkey-Boy (1999)
- Incident at Loch Ness (2004)
- Мистер Одиночество (2007) — отец Умбрилло
- The Grand (2007)
- Полиэтиленовый пакет (2009)
- Гетто серия № 31 (2010) озвучивание
- Симпсоны серия № 479 (2011) озвучивание
- Металлопокалипсис 4-й сезон), (2012) озвучивание
- Американский папаша! серия № 132 (2012) озвучивание
- Джек Ричер (2012) — Зек
- Home from Home (2013) — Александр Гумбольдт
- Мандалорец (2019, первый сезон)

## Сценические постановки

### Опера
- Doktor Faust (1986, Teatro Comunale di Bologna)
- Lohengrin (1987, Bayreuth Festival)[11]
- Giovanna d'Arco (1989, Teatro Comunale di Bologna)
- La donna del lago (1992, Teatro alla Scala, Милан)
- Der fliegende Holländer (1993, Opéra Bastille)
- Il Guarany (1993, Theater Bonn)
- Norma (1994, Verona Arena)
- Il Guarany (1996, Washington National Opera)
- Chūshingura (1997, Tokyo Opera)
- Tannhäuser (1997, 1998 Teatro de la Maestranza; Teatro di San Carlo; Teatro Massimo)
- The Magic Flute (1999, Teatro Massimo Bellini, Catania)
- Fidelio (1999, Teatro alla Scala)
- Tannhäuser (Wagner) (2000)
- Giovanna d’Arco (2001, Teatro Carlo Felice, Генуя)
- Tannhäuser (2001, Teatro Municipal; Houston Grand Opera)
- Die Zauberflöte (2001, Baltimore Opera)
- Der fliegende Holländer (2002, DomStufen Festspiele Эрфурт)
- Parsifal (2008, Palau de les Arts, Valencia)[12]

### Театр
- Floresta Amazonica (A Midsummer Night's Dream) (1992, Teatro João Caetano)
- Varété (1993, Hebbel Theatre, Берлин)
- Specialitaeten (1993, Etablissement Ronacher)

### Концерты
- The Killers: Unstaged (2012, Paradise Theater, Нью-Йорк)